# Должик (Липоводолинский район)
Должик (укр. Довжик) — село, Синевский сельский совет,
Липоводолинский район, Сумская область, Украина. Код КОАТУУ — 5923286802. Население по переписи 2001 года составляло 75 человек.
Село указано на трехверстовке Полтавской области. Военно-топографическая карта.1869 года как хутор Жирова.

## Географическое положение
Село Должик находится в 3-х км от левого берега реки Грунь и в 2-х км от села Великие Будища (Гадячский район) Полтавской области. По селу протекает пересыхающий ручей с запрудой.